# كين كريستي
كين كريستي (بالإنجليزية: Ken Christy)‏ مواليد 23 نوفمبر 1894 في بنسيلفانيا، الولايات المتحدة - الوفاة 23 يوليو 1962 في هوليوود، الولايات المتحدة، هو ممثل أمريكي بدأ مسيرته الفنية سنة 1932. ظهر في قرابة 144 فيلما. امتدت مسيرته الفنية لأكثر من 30 عاما.

## الأعمال
- المراسل الأجنبي
- مكان في الشمس
- أنا أحب لوسي
- أبنائي الثلاثة

## روابط خارجية
- كين كريستي على موقع IMDb (الإنجليزية)
- كين كريستي على موقع ألو سيني (الفرنسية)
- كين كريستي على موقع أول موفي (الإنجليزية)
- كين كريستي على موقع قاعدة بيانات الأفلام السويدية (السويدية)
- كين كريستي على موقع قاعدة بيانات الفيلم (الإنجليزية)
- كين كريستي على موقع كينوبويسك (الروسية)